# 6-环戊基菲啶
6-环戊基菲啶是一种有机化合物，化学式为C18H17N。它可由菲啶、过氧化苯甲酰、环戊烷和三氟乙酸在1,2-二氯乙烷中反应制得，或由2-异氰基联苯和碘代环戊烷在碳酸铯和钯催化剂存在下反应得到。